# Tetramorium laticephalum
Tetramorium laticephalum är en myrart som beskrevs av Bolton 1977. Tetramorium laticephalum ingår i släktet Tetramorium och familjen myror. Inga underarter finns listade i Catalogue of Life.